# 노르웨이 공주 아스트리드
아스트리드 메우드 잉게보르그(Astrid Maud Ingeborg, 1932년 2월 12일 ~ )는 올라프 5세와 그의 아내 스웨덴 공주 메르타의 둘째 딸이다. 그녀는 노르웨이 왕 하랄 5세의 누나이자 노르웨이 공주 랑닐의 여동생이다.